# Osa morska
Osa morska, kostkomeduza śmiercionośna (Chironex fleckeri) – gatunek parzydełkowca, meduza występująca u północnych wybrzeży Australii oraz w sąsiednich tropikalnych wodach przybrzeżnych Oceanu Indyjskiego i Spokojnego, znajdowana także w południowo-wschodniej Azji. Jedyny przedstawiciel rodzaju Chironex. Jest uważana za najgroźniejszy gatunek os morskich (Chirodropida).

## Charakterystyka
Ciało osy morskiej ma kształt przypominający pudełko, stąd angielska nazwa box jellyfish. Przezroczyste ciało ma średnicę 16–24 cm, czasami do 35 cm. Występuje do 60 czułków dochodzących do 3 m długości; cechuje je szarawoniebieska barwa. Na każdym z ramion występują miliony nematocystów. Oczy są obecne w liczbie 24.

## Ekologia
Środowiskiem życia gatunku są płytkie i ciemne słone wody w okolicach Australii; zasiedla także część oceaniczną, w trakcie sztormów spływa na większe głębokości. Jako polip przebywa w płytkich rzekach i na namorzynach. Po przeobrażeniu się w meduzę, spływa do oceanu. Z powodu swych właściwości parzących nie ma znanych naturalnych wrogów poza żółwiem zielonym (Chelonia mydas).

## Zagrożenie dla człowieka
Poparzenie jest niezwykle bolesne i niebezpieczne dla życia. Toksyna zawiera substancje atakujące jednocześnie skórę, system nerwowy oraz serce, śmierć może nastąpić po kilku minutach. Każdy osobnik zawiera toksynę wystarczającą do uśmiercenia 60 dorosłych osób.
Osy morskie są przyczyną największej liczby zgonów ludzi spowodowanych przez meduzy. W latach 1886–1996 w Australii udokumentowano 63 przypadki śmiertelne.
Trwają prace nad antidotum.